# The World, the Flesh and the Devil (1959)
The World, the Flesh and the Devil é um filme americano de 1959 do gênero ficção apocalítica.

## Enredo
O inspetor de minas negro Ralph Burton (Harry Belafonte) fica preso em uma mina de carvão na Pensilvânia. Depois de alguns dias, ele consegue sair da mina e chegando à superfície, encontra um mundo deserto. Viajando para Nova York em busca de outros sobreviventes, ele percorre cidades vazias. É quando encontra uma segunda sobrevivente: Sarah Crandall (Inger Stevens), uma mulher branca de vinte e poucos anos. Dias depois junta-se aos dois um homem branco de nome Benson Thacker (Mel Ferrer), que chega de barco. Doente, Ralph e Sarah cuidam dele.
Entre os dois homem, surge uma rivalidade para ver quem tem a maior atenção de Sarah. Os dois homens armados caçam-se pelas ruas vazias da cidade. Depois de várias tentativas de um homem matar o outro, Sarah convence os dois a viver pacificamente.

## Elenco
- Harry Belafonte como Ralph Burton[4]
- Inger Stevens como Sarah Crandall[5]
- Mel Ferrer como Benson Thacker[6]